# ロバート・フランシス (俳優)

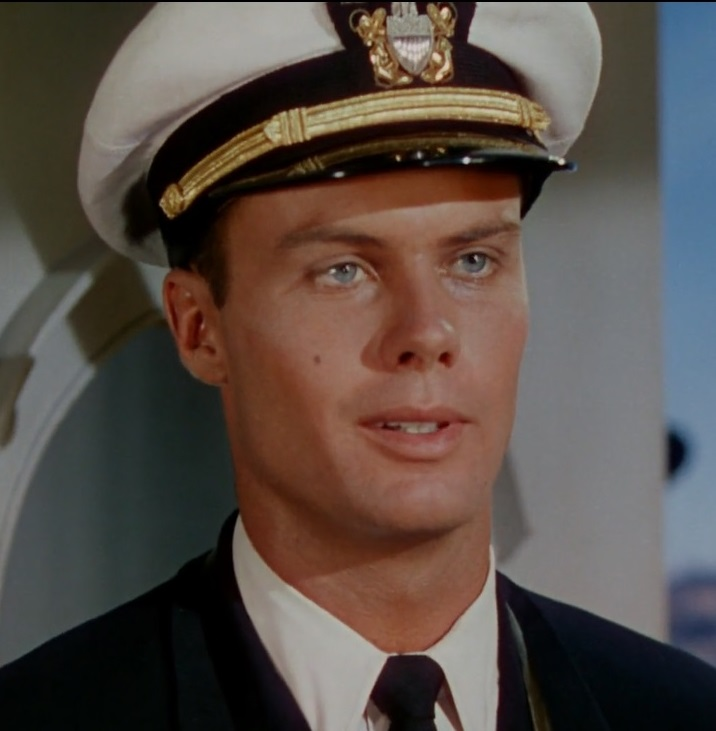

ロバート・フランシス（Robert Francis、1930年2月26日 - 1955年7月31日）は、アメリカ合衆国の俳優。
「ケイン号の叛乱」の主演等でその後を嘱望されるも、公開翌年に自ら操縦する飛行機の墜落事故にて25歳の若さで亡くなった。

## 出演作品
- 長い灰色の線 (1954) 監督：ジョン・フォード
- 彼等は馬で西へ行く（英語版） (1954) 監督：フィル・カールソン（英語版）
- ケイン号の叛乱 (1954) 監督：エドワード・ドミトリク